# Mutatis Mutandis
Mutatis Mutandis es una obra de teatro de María Azucena Álvarez García escrita y estrenada en 2005.

## Argumento
De regreso a sus vacaciones, una joven pareja de inquilinos se encuentra inesperadamente "de patitas en la calle", la propietaria del inmueble ha procedido al embalaje y mudanza de sus efectos personales sin previo aviso. En el interior en unas cajas, almacenadas y dispersas por el salón, desentierran problemas y tratarán de hallar la solución que dé sentido a sus vidas y a su relación sentimental, que está pasando por un momento delicado. La clave para hacer frente a este contratiempo y salir airosos del mismo está en "hacer mudanza de costumbres". Mutatis Mutandis, por ejemplo... es decir..., en otras palabras..., cambiando lo que se debe cambiar, también cada uno de nosotros, en la constante lucha por la vida nos enfrentamos a contratiempos o situaciones inesperadas que nos obligan a cambiar, a mudar, para seguir viviendo.

## Estreno
- Teatro Caja Ávila, Ávila, 21 de noviembre de 2005.[1] Dirección: José Ángel Capelo. Con Jorge Del Río como Jorge, Esther Regina como Mónica y Anabel Montemayor como la propietaria.